# FIVB Beach Volleyball World Tour 2016
FIVB Beach Volleyball World Tour 2016 var den 28:e upplagan av den professionella tävlingsserien i beachvolley som arrangeras av FIVB. Serien spelades oktober 2015 till september 2016 och bestod av tävlingar på olika nivåer (4 Tour Grand Slams, 13 öppna turneringar och 4 Major Series).

## Spelkalender
Legend
| World Tour Finals |
| Grand Slam        |
| Major Series      |
| Open tournaments  |

### Damer
| Turnering                                                      | Mästare                                                             | Tvåa                                                | Trea                                                               | Fyra                                                  |
| -------------------------------------------------------------- | ------------------------------------------------------------------- | --------------------------------------------------- | ------------------------------------------------------------------ | ----------------------------------------------------- |
| Puerto Vallarta Open Puerto Vallarta, Mexiko 6–11 oktober 2015 | Laura Ludwig (GER) · Kira Walkenhorst (GER) · 21–18, 21–16          | Eduarda Lisboa (BRA) · Elize Maia (BRA)             | Marta Menegatti (ITA) · Viktoria Orsi Toth (ITA) · 21–18, 21–15    | Jantine van der Vlist (NED) · Sophie van Gestel (NED) |
| Antalya Open (1) Antalya, Turkiet 20–25 oktober 2015           | Barbora Hermannová (CZE) · Markéta Sluková (CZE) · 21–15, 21–17     | Marta Menegatti (ITA) · Viktoria Orsi Toth (ITA)    | Emily Day (USA) · Jennifer Kessy (USA) · 18–21, 21–14, 15–13       | Ana Gallay (ARG) · Georgina Klug (ARG)                |
| Maceió Open Maceió, Brasilien 23–28 februari                   | Eduarda Lisboa (BRA) · Elize Maia (BRA) · 21–10, 21–13              | Madelein Meppelink (NED) · Marleen van Iersel (NED) | Ágatha Bednarczuk (BRA) · Bárbara Seixas (BRA) · 21–13, 21–15      | Ana Gallay (ARG) · Georgina Klug (ARG)                |
| Rio Grand Slam Rio de Janeiro, Brasilien 8–13 mars             | Kerri Walsh Jennings (USA) · April Ross (USA) · 21–15, 21–13        | Kinga Kołosińska (POL) · Monika Brzostek (POL)      | Karla Borger (GER) · Britta Büthe (GER) · 21–18, 18–21, 15–10      | Isabelle Forrer (SUI) · Anouk Vergé-Dépré (SUI)       |
| Vitória Open Vitória, Brasilien 15–20 mars                     | Larissa França (BRA) · Talita Antunes (BRA) · 22–20, 21–19          | Kerri Walsh Jennings (USA) · April Ross (USA)       | Katrin Holtwick (GER) · Ilka Semmler (GER) · 20–22, 21–17, 15–11   | Louise Bawden (AUS) · Taliqua Clancy (AUS)            |
| Xiamen Open Xiamen, Kina 12–17 april                           | Isabelle Forrer (SUI) · Anouk Vergé-Dépré (SUI) · 21–17, 21–14      | Barbara Hansel (AUT) · Stefanie Schwaiger (AUT)     | Kerri Walsh Jennings (USA) · April Ross (USA) · 24–22, 21–15       | Chantal Laboureur (GER) · Julia Sude (GER)            |
| Fuzhou Open Fuzhou, Kina 19–24 april                           | Kerri Walsh Jennings (USA) · April Ross (USA) · 21–15, 21–15        | Chantal Laboureur (GER) · Julia Sude (GER)          | Joana Heidrich (SUI) · Nadine Zumkehr (SUI) · Walkover             | Isabelle Forrer (SUI) · Anouk Vergé-Dépré (SUI)       |
| Fortaleza Open Fortaleza, Brasilien 26 april – 1 maj           | Eduarda Lisboa (BRA) · Elize Maia (BRA) · 21–17, 21–18              | Juliana Silva (BRA) · Taiana Lima (BRA)             | Rebecca Silva (BRA) · Liliane Maestrini (BRA) · 21–19, 21–19       | Linline Matauatu (VAN) · Miller Pata (VAN)            |
| Sochi Open presented by VTB Sochi, Ryssland 3–8 maj            | Joana Heidrich (SUI) · Nadine Zumkehr (SUI) · 21–11, 19–21, 15–7    | Liliana Fernández (ESP) · Elsa Baquerizo (ESP)      | Katrin Holtwick (GER) · Ilka Semmler (GER) · 20–22, 21–15, 15–10   | Marta Menegatti (ITA) · Viktoria Orsi Toth (ITA)      |
| Antalya Open (2) Antalya, Turkiet 10–14 maj                    | Laura Ludwig (GER) · Kira Walkenhorst (GER) · 23–21, 21–16          | Riikka Lehtonen (FIN) · Taru Lahti (FIN)            | Katrin Holtwick (GER) · Ilka Semmler (GER) · 21–18, 21–16          | Ana Gallay (ARG) · Georgina Klug (ARG)                |
| Cincinnati Open Cincinnati, USA 17–21 maj                      | Kerri Walsh Jennings (USA) · April Ross (USA) · 20–22, 21–14, 18–16 | Xue Chen (CHN) · Xia Xinyi (CHN)                    | Liliana Fernández (ESP) · Elsa Baquerizo (ESP) · 21–17, 21–18      | Jantine van der Vlist (NED) · Sophie van Gestel (NED) |
| Moscow Grand Slam Moskva, Ryssland 24–29 maj                   | Kerri Walsh Jennings (USA) · April Ross (USA) · 22–20, 21–17        | Larissa França (BRA) · Talita Antunes (BRA)         | Sarah Pavan (CAN) · Heather Bansley (CAN) · 21–16, 21–18           | Juliana Silva (BRA) · Taiana Lima (BRA)               |
| smart Major Hamburg Hamburg, Tyskland 7–11 juni                | Laura Ludwig (GER) · Kira Walkenhorst (GER) · 21–19, 19–21, 15–12   | Ágatha Bednarczuk (BRA) · Bárbara Seixas (BRA)      | Larissa França (BRA) · Talita Antunes (BRA) · 21–15, 21–17         | Kerri Walsh Jennings (USA) · April Ross (USA)         |
| Olsztyn Grand Slam Olsztyn, Polen 14–18 juni                   | Laura Ludwig (GER) · Kira Walkenhorst (GER) · 21–18, 15–21, 15–10   | Larissa França (BRA) · Talita Antunes (BRA)         | Natália Dubovcová (SVK) · Dominika Nestarcová (SVK) · 22–20, 21–14 | Eduarda Lisboa (BRA) · Elize Maia (BRA)               |
| Porec Major Porec, Croatia 28 juni – 2 juli                    | Chantal Laboureur (GER) · Julia Sude (GER) · 21–19, 21–18           | Sarah Pavan (CAN) · Heather Bansley (CAN)           | Karla Borger (GER) · Britta Büthe (GER) · 21–19, 21–23, 15–11      | Laura Ludwig (GER) · Kira Walkenhorst (GER)           |
| Gstaad Major Gstaad, Schweiz 5–9 juli                          | Larissa França (BRA) · Talita Antunes (BRA) · 21–18, 21–14          | Kerri Walsh Jennings (USA) · April Ross (USA)       | Laura Ludwig (GER) · Kira Walkenhorst (GER) · 21–13, 21–16         | Madelein Meppelink (NED) · Marleen van Iersel (NED)   |
| A1 Major Klagenfurt Klagenfurt, Österrike 26–30 juli           | Laura Ludwig (GER) · Kira Walkenhorst (GER) · 24–22, 14–21, 15–11   | Joana Heidrich (SUI) · Nadine Zumkehr (SUI)         | Nina Betschart (SUI) · Tanja Hüberli (SUI) · 14–21, 21–14, 22–20   | Ana Gallay (ARG) · Georgina Klug (ARG)                |
| Long Beach Grand Slam Long Beach, USA 24–28 augusti            | Kerri Walsh Jennings (USA) · April Ross (USA) · 21–16, 21–16        | Liliana Fernández (ESP) · Elsa Baquerizo (ESP)      | Chantal Laboureur (GER) · Julia Sude (GER) · 21–16, 21–17          | Katrin Holtwick (GER) · Ilka Semmler (GER) ·          |
| Swatch FIVB World Tour Finals Toronto, Kanada 13–18 september  | Laura Ludwig (GER) · Kira Walkenhorst (GER) · 21–18, 21–16          | Joana Heidrich (SUI) · Nadine Zumkehr (SUI)         | Isabelle Forrer (SUI) · Anouk Vergé-Dépré (SUI) · 21–19, 21–18     | Larissa França (BRA) · Talita Antunes (BRA)           |

### Herrar
| Turnering                                                      | Mästare                                                                    | Tvåa                                                    | Trea                                                                          | Fyra                                              |
| -------------------------------------------------------------- | -------------------------------------------------------------------------- | ------------------------------------------------------- | ----------------------------------------------------------------------------- | ------------------------------------------------- |
| Puerto Vallarta Open Puerto Vallarta, Mexiko 6–11 oktober 2015 | Phil Dalhausser (USA) · Nicholas Lucena (USA) · 21–12, 21–18               | Alexander Brouwer (NED) · Robert Meeuwsen (NED)         | Bennet Poniewaz (GER) · David Poniewaz (GER) · 10–21, 21–18, 15–12            | Markus Böckermann (GER) · Lars Flüggen (GER)      |
| Antalya Open (1) Antalya, Turkiet 20–25 oktober 2015           | Adrian Carambula (ITA) · Alex Ranghieri (ITA) · 21–19, 21–16               | Lombardo Ontiveros (MEX) · Juan Virgen (MEX)            | Mārtiņš Pļaviņš (LAT) · Haralds Regža (LAT) · 21–15, 21–17                    | Esteban Grimalt (CHI) · Marco Grimalt (CHI)       |
| Qatar Open (1) Doha, Qatar 9–13 november 2015                  | Markus Böckermann (GER) · Lars Flüggen (GER) · 21–18, 16–21, 15–13         | Phil Dalhausser (USA) · Nicholas Lucena (USA)           | Tri Bourne (USA) · John Hyden (USA) · 21–15, 20–22, 15–12                     | Youssef Krou (FRA) · Édouard Rowlandson (FRA)     |
| Kish Island Open Kish Island, Iran 15–19 februari              | Jefferson Pereira (QAT) · Cherif Younousse (QAT) · 21–13, 14–21, 15–12     | Oleg Stoyanovskiy (RUS) · Artem Yarzutkin (RUS)         | Piotr Kantor (POL) · Bartosz Łosiak (POL) · 21–19, 15–21, 15–11               | Michał Kądzioła (POL) · Jakub Szałankiewicz (POL) |
| Maceió Open Maceió, Brasilien 23–28 februari                   | Phil Dalhausser (USA) · Nicholas Lucena (USA) · 21–19, 19–21, 15–12        | Evandro Oliveira (BRA) · Pedro Solberg Salgado (BRA)    | Gustavo Carvalhaes (BRA) · Saymon Santos (BRA) · 21–18, 25–23                 | Álvaro Morais Filho (BRA) · Vitor Felipe (BRA)    |
| Rio Grand Slam Rio de Janeiro, Brasilien 8–13 mars             | Piotr Kantor (POL) · Bartosz Łosiak (POL) · 21–19, 23–21                   | Evandro Oliveira (BRA) · Pedro Solberg Salgado (BRA)    | Alexander Brouwer (NED) · Robert Meeuwsen (NED) · 19–21, 21–19, 20–18         | Grzegorz Fijałek (POL) · Mariusz Prudel (POL)     |
| Vitória Open Vitória, Brasilien 15–20 mars                     | Alison Cerutti (BRA) · Bruno Oscar Schmidt (BRA) · 21–13, 21–18            | Paolo Nicolai (ITA) · Daniele Lupo (ITA)                | Alexander Brouwer (NED) · Robert Meeuwsen (NED) · 21–18, 21–15                | Adrian Carambula (ITA) · Alex Ranghieri (ITA)     |
| Qatar Open (2) Doha, Qatar 4–8 april                           | Adrian Carambula (ITA) · Alex Ranghieri (ITA) · 21–17, 21–19               | Alexander Huber (AUT) · Robin Seidl (AUT)               | Piotr Kantor (POL) · Bartosz Łosiak (POL) · Walkover                          | Markus Böckermann (GER) · Lars Flüggen (GER)      |
| Xiamen Open Xiamen, Kina 12–17 april                           | Pablo Herrera (ESP) · Adrián Gavira (ESP) · 14–21, 21–19, 15–12            | John Hyden (USA) · Tri Bourne (USA)                     | Viacheslav Krasilnikov (RUS) · Konstantin Semenov (RUS) · 21–15, 24–22        | Juan Virgen (MEX) · Lombardo Ontiveros (MEX)      |
| Fuzhou Open Fuzhou, Kina 19–24 april                           | Phil Dalhausser (USA) · Nicholas Lucena (USA) · 21–18, 21–15               | Paolo Nicolai (ITA) · Daniele Lupo (ITA)                | Pablo Herrera (ESP) · Adrián Gavira (ESP) · 17–21, 21–19, 15–12               | Aleksandrs Samoilovs (LAT) · Jānis Šmēdiņš (LAT)  |
| Fortaleza Open Fortaleza, Brasilien 26 april – 1 maj           | Oscar Brandão (BRA) · André Stein (BRA) · 15–21, 21–18, 11–5 (ret.)        | Jonathan Erdmann (GER) · Kay Matysik (GER)              | Lombardo Ontiveros (MEX) · Juan Virgen (MEX) · 23–21, 21–17                   | Esteban Grimalt (CHI) · Marco Grimalt (CHI)       |
| Sochi Open presented by VTB Sochi, Ryssland 3–8 maj            | Paolo Nicolai (ITA) · Daniele Lupo (ITA) · 21–15, 21–18                    | Viacheslav Krasilnikov (RUS) · Konstantin Semenov (RUS) | Tri Bourne (USA) · John Hyden (USA) · 21–19, 19–21, 15–9                      | Adrian Carambula (ITA) · Alex Ranghieri (ITA)     |
| Antalya Open (2) Antalya, Turkiet 10–15 maj                    | Aleksandrs Samoilovs (LAT) · Jānis Šmēdiņš (LAT) · Walkover                | Markus Böckermann (GER) · Lars Flüggen (GER)            | Grzegorz Fijałek (POL) · Mariusz Prudel (POL) · 21–14, 21–13                  | Georgios Kotsilianos (GRE) · Nikos Zoupanis (GRE) |
| Cincinnati Open Cincinnati, USA 17–21 maj                      | Gustavo Carvalhaes (BRA) · Saymon Santos (BRA) · 22–20, 21–8               | Josh Binstock (CAN) · Sam Schachter (CAN)               | Phil Dalhausser (USA) · Nicholas Lucena (USA) · 21–15, 21–16                  | John Mayer (USA) · Ryan Doherty (USA)             |
| Moscow Grand Slam Moskva, Ryssland 24–29 maj                   | Reinder Nummerdor (NED) · Christiaan Varenhorst (NED) · 21–19, 7–21, 17–15 | Alison Cerutti (BRA) · Bruno Oscar Schmidt (BRA)        | Piotr Kantor (POL) · Bartosz Łosiak (POL) · 19–21, 22–20, 15–12               | Jake Gibb (USA) · Casey Patterson (USA)           |
| smart Major Hamburg Hamburg, Tyskland 7–12 juni                | Nicholas Lucena (USA) · Phil Dalhausser (USA) · 29–27, 21–12               | Alexander Brouwer (NED) · Robert Meeuwsen (NED)         | Konstantin Semenov (RUS) · Viacheslav Krasilnikov (RUS) · 15–21, 22–20, 15–10 | Alison Cerutti (BRA) · Bruno Oscar Schmidt (BRA)  |
| Olsztyn Grand Slam Olsztyn, Polen 15–19 juni                   | Aleksandrs Samoilovs (LAT) · Jānis Šmēdiņš (LAT) · 21–19, 21–15            | Alison Cerutti (BRA) · Bruno Oscar Schmidt (BRA)        | Gustavo Carvalhaes (BRA) · Saymon Santos (BRA) · 21–15, 19–21, 15–11          | Jake Gibb (USA) · Casey Patterson (USA)           |
| Porec Major Porec, Croatia 28 juni – 3 juli                    | Alison Cerutti (BRA) · Bruno Oscar Schmidt (BRA) · 21–13, 16–21, 15–12     | Clemens Doppler (AUT) · Alexander Horst (AUT)           | Chaim Schalk (CAN) · Ben Saxton (CAN) · 19–21, 30–28, 20–18                   | Aleksandrs Samoilovs (LAT) · Jānis Šmēdiņš (LAT)  |
| Gstaad Major Gstaad, Schweiz 5–10 juli                         | Evandro Oliveira (BRA) · Pedro Solberg Salgado (BRA) · 24–22, 21–16        | Phil Dalhausser (USA) · Nicholas Lucena (USA)           | Aleksandrs Samoilovs (LAT) · Jānis Šmēdiņš (LAT) · 21–14, 34–32               | Pablo Herrera (ESP) · Adrián Gavira (ESP)         |
| A1 Major Klagenfurt Klagenfurt, Österrike 26–31 juli           | Aleksandrs Samoilovs (LAT) · Jānis Šmēdiņš (LAT) · 21–18, 21–18            | Gustavo Carvalhaes (BRA) · Saymon Santos (BRA)          | Chaim Schalk (CAN) · Ben Saxton (CAN) · 23–21, 17–21, 15–12                   | Bartosz Łosiak (POL) · Michał Bryl (POL)          |
| Long Beach Grand Slam Long Beach, USA 24–28 augusti            | Evandro Oliveira (BRA) · Pedro Solberg Salgado (BRA) · 21–19, 17–21, 15–9  | Phil Dalhausser (USA) · Nicholas Lucena (USA)           | Aleksandrs Samoilovs (LAT) · Jānis Šmēdiņš (LAT) · 21–18, 21–19               | Alex Ranghieri (ITA) · Marco Caminati (ITA)       |
| Swatch FIVB World Tour Finals Toronto, Kanada 13–18 september  | Alison Cerutti (BRA) · Bruno Oscar Schmidt (BRA) · 21–19, 21–19            | Evandro Oliveira (BRA) · Pedro Solberg Salgado (BRA)    | Tri Bourne (USA) · John Hyden (USA) · 21–14, 22–20                            | Chaim Schalk (CAN) · Ben Saxton (CAN)             |

## Medaljliga efter land
| Nr                   | Nation               | Guld | Silver | Brons | Totalt |
| -------------------- | -------------------- | ---- | ------ | ----- | ------ |
| 1                    | Brasilien (BRA)      | 11   | 11     | 5     | 27     |
| 2                    | USA (USA)            | 9    | 6      | 6     | 21     |
| 3                    | Tyskland (GER)       | 8    | 3      | 8     | 19     |
| 4                    | Italien (ITA)        | 3    | 3      | 1     | 7      |
| 5                    | Lettland (LAT)       | 3    | 0      | 3     | 6      |
| 6                    | Schweiz (SUI)        | 2    | 2      | 3     | 7      |
| 7                    | Nederländerna (NED)  | 1    | 3      | 2     | 6      |
| 8                    | Spanien (ESP)        | 1    | 2      | 2     | 5      |
| 9                    | Polen (POL)          | 1    | 1      | 4     | 6      |
| 10                   | Qatar (QAT)          | 1    | 0      | 0     | 1      |
| 10                   | Tjeckien (CZE)       | 1    | 0      | 0     | 1      |
| 12                   | Österrike (AUT)      | 0    | 3      | 0     | 3      |
| 13                   | Kanada (CAN)         | 0    | 2      | 3     | 5      |
| 14                   | Ryssland (RUS)       | 0    | 2      | 2     | 4      |
| 15                   | Mexiko (MEX)         | 0    | 1      | 1     | 2      |
| 16                   | Finland (FIN)        | 0    | 1      | 0     | 1      |
| 16                   | Kina (CHN)           | 0    | 1      | 0     | 1      |
| 18                   | Slovakien (SVK)      | 0    | 0      | 1     | 1      |
| Totalt (18 nationer) | Totalt (18 nationer) | 41   | 41     | 41    | 123    |